# Мессак (Коррез)
Месса́к (фр. Meyssac, окс. Maiçac) — коммуна во Франции, находится в регионе Лимузен. Департамент — Коррез. Административный центр кантона Мессак. Округ коммуны — Брив-ла-Гайард.
Код INSEE коммуны — 19138.
Коммуна расположена приблизительно в 430 км к югу от Парижа, в 95 км южнее Лиможа, в 25 км к югу от Тюля.

## Население
Население коммуны на 2008 год составляло 1236 человек.
| 1962 | 1968 | 1975 | 1982 | 1990 | 1999 | 2008 |
| ---- | ---- | ---- | ---- | ---- | ---- | ---- |
| 1027 | 1046 | 1073 | 1103 | 1124 | 1100 | 1236 |

## Экономика
В 2007 году среди 678 человек в трудоспособном возрасте (15-64 лет) 485 были экономически активными, 193 — неактивными (показатель активности — 71,5 %, в 1999 году было 73,1 %). Из 485 активных работали 453 человека (229 мужчин и 224 женщины), безработных было 32 (14 мужчин и 18 женщин). Среди 193 неактивных 64 человека были учениками или студентами, 70 — пенсионерами, 59 были неактивными по другим причинам.

## Достопримечательности
- Дом Вердье (XVI век). Памятник истории с 1949 года[3]
- Крытый рынок зерна (XVIII век). Памятник истории с 1962 года[4]
- Церковь Сен-Венсан (XII век). Памятник истории с 1972 года[5]

## Фотогалерея

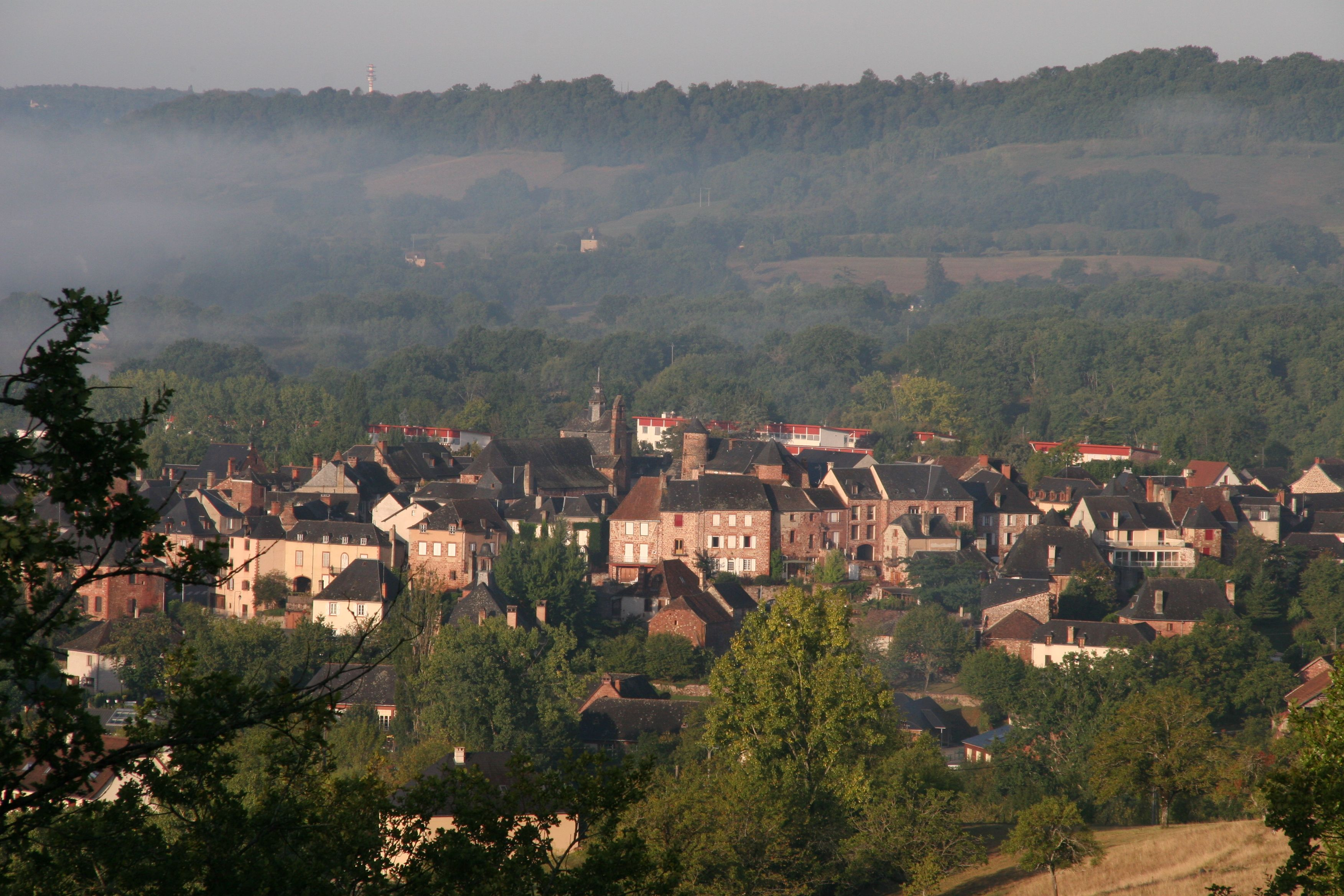
Мессак
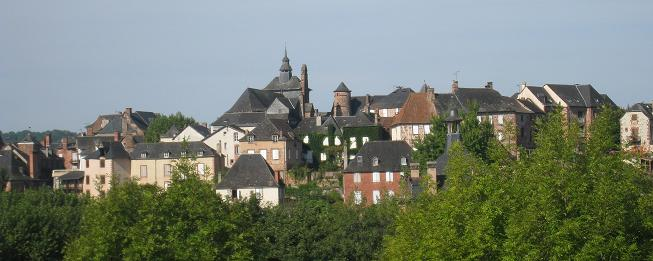
Мессак
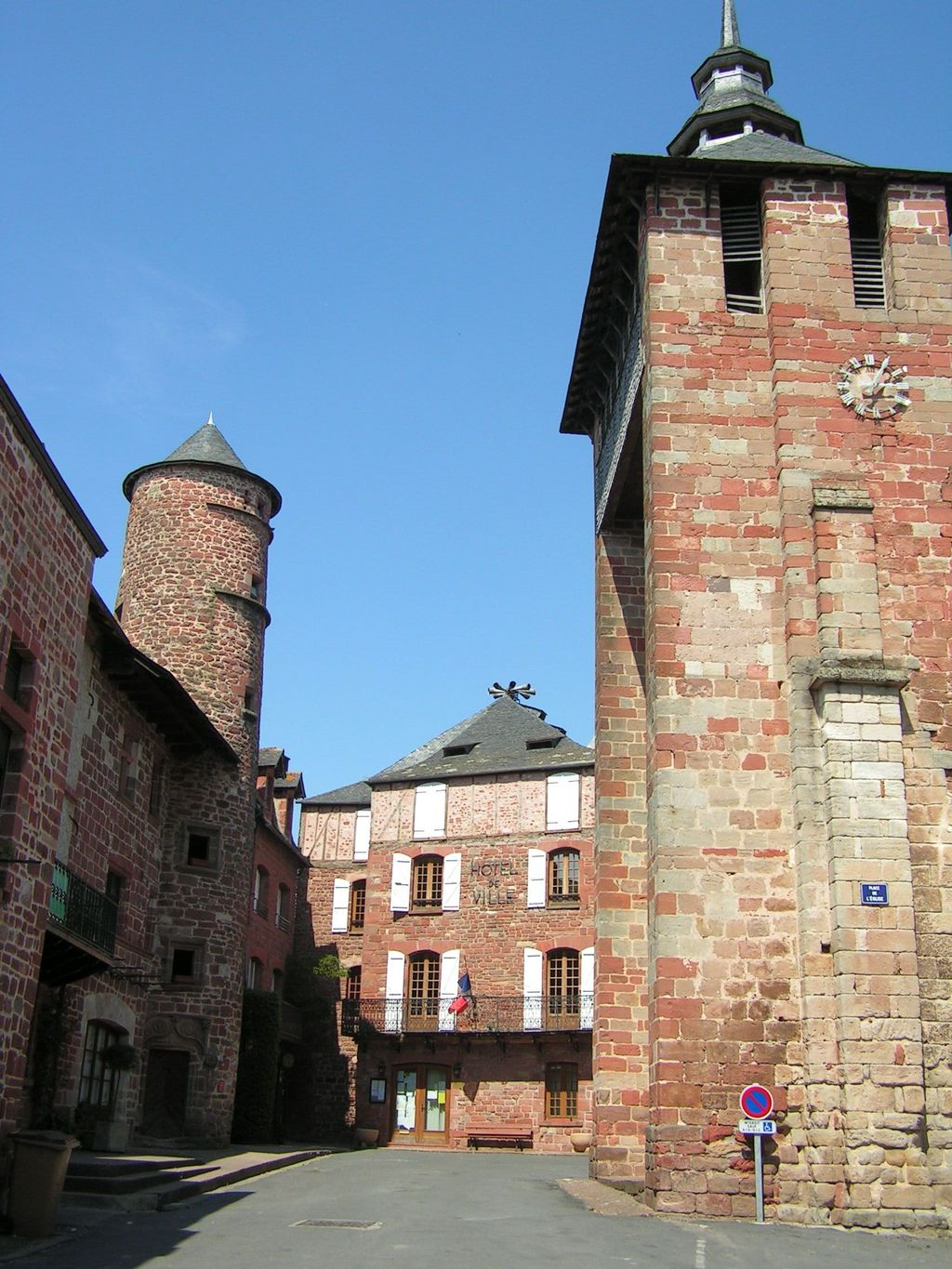
Мэрия и колокольня церкви
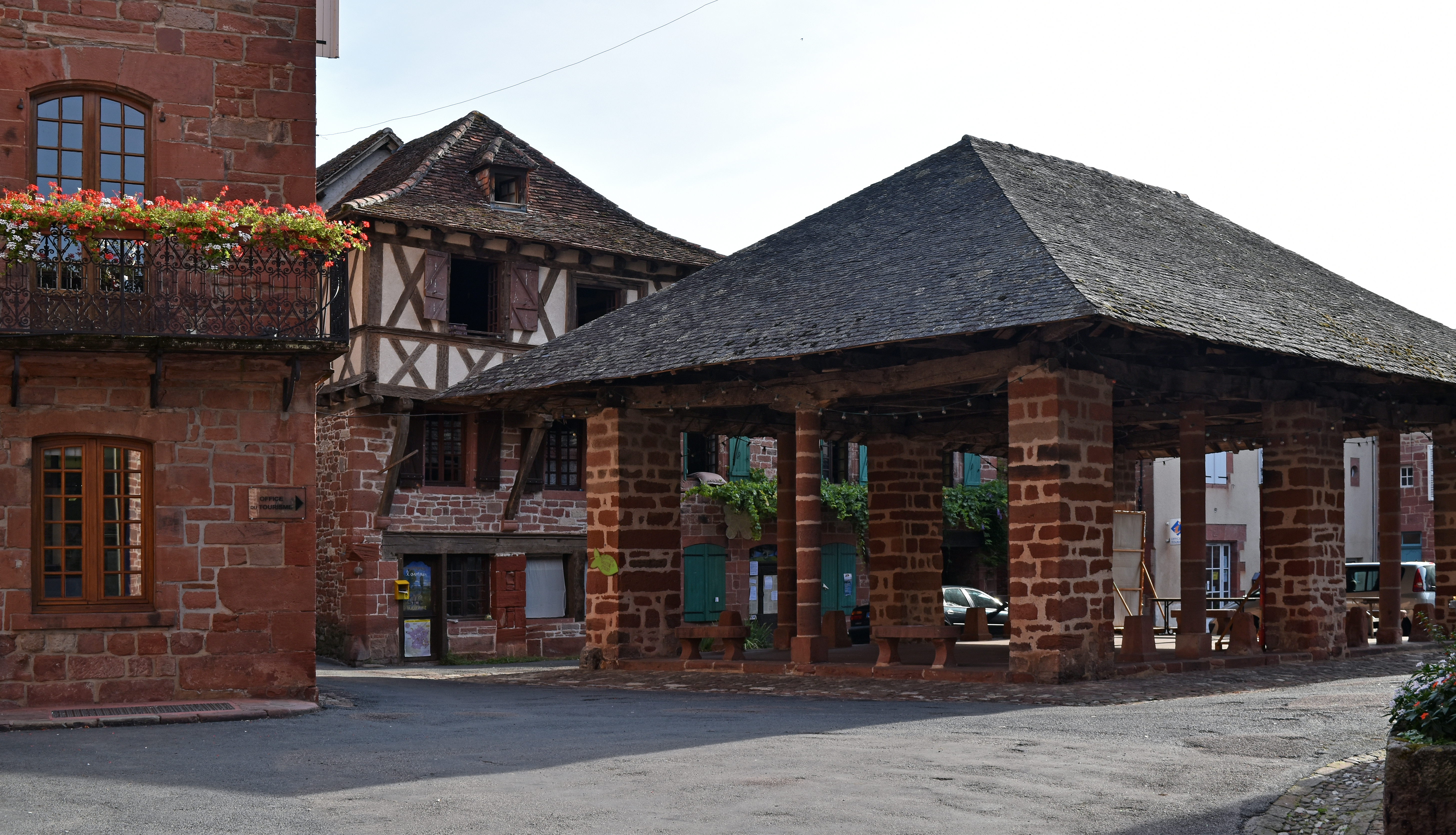
Крытый рынок